# Lippehafen Wesel

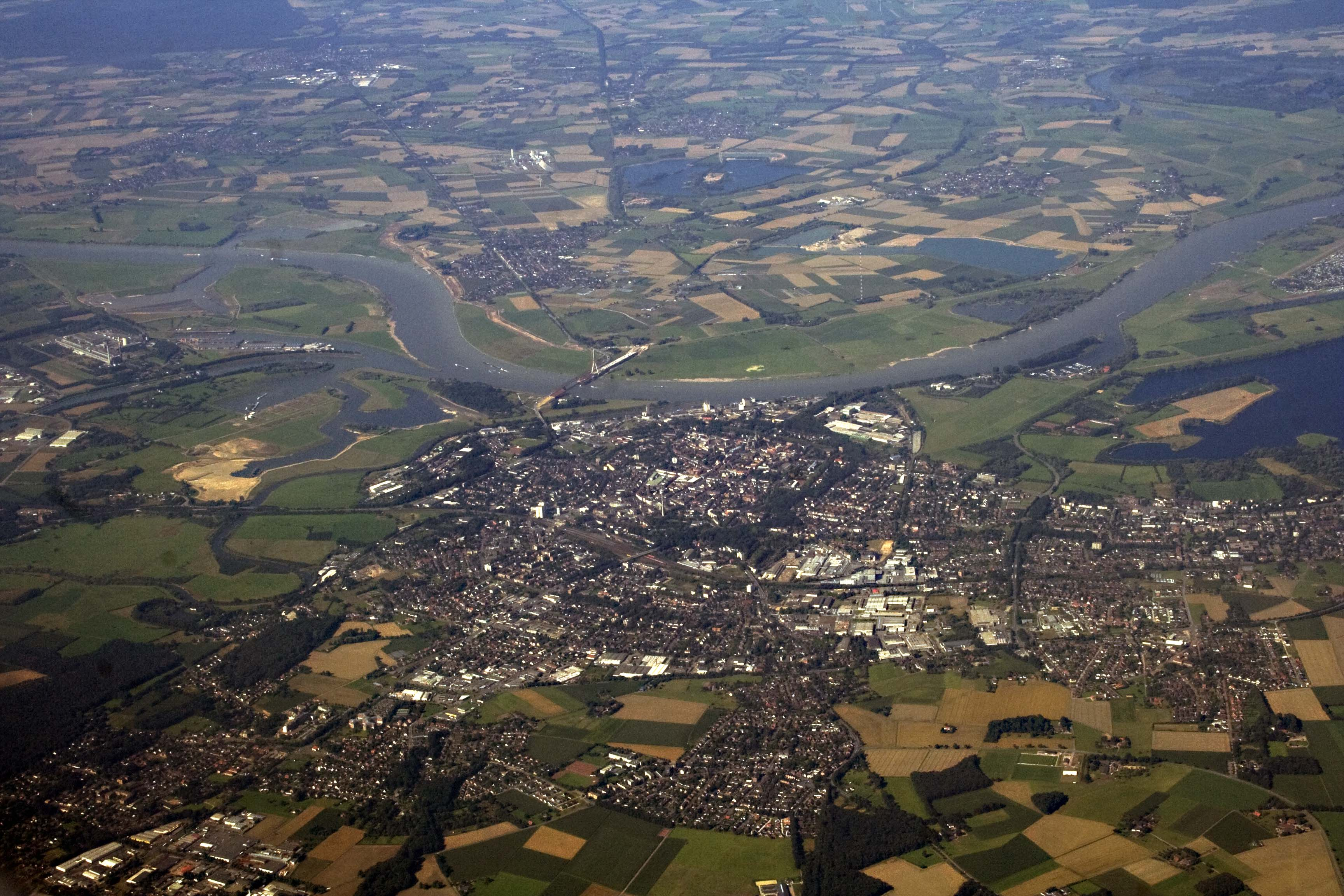
Luftbild Wesel, Blickrichtung Südwest, links unten die Lippeschleife mit dem baumumsäumten Hafenbecken

Der Lippehafen Wesel war einer von mehreren Schutzhäfen (z. B. zur Sicherung von Schiffen bei Eisgang etc.), die entlang der Lippe im 19. Jahrhundert errichtet wurden, als die Lippe vom Rhein bis Lippstadt durchgehend schiffbar war.
Die Blütezeit begann etwa 1840 und endete am Anfang des 20. Jahrhunderts. Die Lippe war durch Schleusen und Wehre mit einer größeren Fahrtiefe und gleichmäßigerem Wasserstand versehen worden; die Schiffe wurden mit Pferden auf Leinpfaden gezogen. Es gab auch einige Versuche mit kleineren Dampfschiffen. Zunehmende Versandung und der Ausbau anderer Transportwege machten die Lippeschifffahrt dann aber unrentabel. Mit dem Start der Bahnstrecke Haltern–Wesel–Venlo 1874 entfiel der Stückguttransport. Bis kurz nach der Jahrhundertwende wurde der Hafen noch von dem Säge- und Hobelwerk August Böhme genutzt.

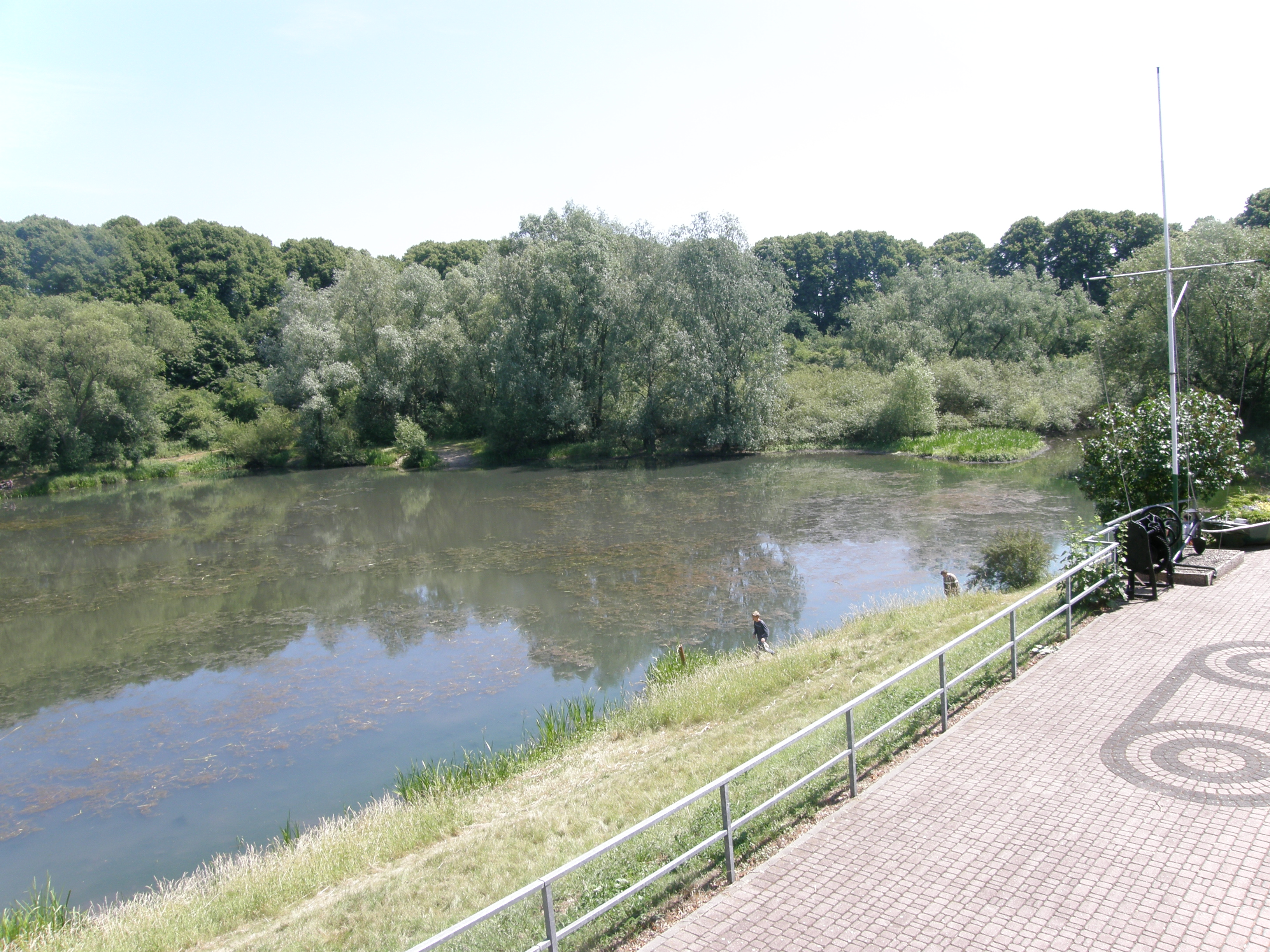
Das südliche Ende des ehemaligen Hafenbeckens

1863 gründeten Luyken und Tigler eine Brauerei am Lippehafen. Sie stellten das besser lagerfähige untergärige Bier her, wie es bereits in Bayern und auch Berlin gebraut wurde. Die Nähe zum Hafen hatte nicht nur Vorteile beim Transport, im Winter konnte dort das Eis für die Eiskeller geschnitten werden. 1900 wurde das Unternehmen von Habich und Voss übernommen und modernisiert. 1919 verkaufte man die Braukontingente an die Dortmunder Actien-Brauerei. Der Braubetrieb wurde eingestellt. Dafür entstand eine Abfüllungs- und Vertriebsniederlassung. 1965 zählte die Belegschaft noch 52 Mitarbeiter. Es gab einen leistungsfähigen Fuhrpark und einen Festzeltservice. Später änderte die DAB/Hansa-Gruppe ihre Vertriebsstrategie und löste 1981 auch die Weseler Niederlassung auf.
Die alte Hafenmauer an der Straße „Am Lippehafen“ in Wesel und der nahegelegene Teich, hervorgegangen aus dem Hafenbecken, zeugen noch von der Ausdehnung des ehemaligen Lippehafens. Heute sind dort die Kanufreunde Lippe stationiert, der Kanuverband NRW betreibt das Otto Vorberg Haus als Kanuheim und Sportschule. Der heutige Teich wird für den Fischereisport genutzt, das umliegende Gelände als Zeltplatz.
Der Lippehafen gehört zur Route der Industriekultur.